# Grand prix des Meilleurs romans du demi-siècle
Le grand prix des Meilleurs romans du demi-siècle est un prix littéraire français unique regroupant les douze meilleurs romans de langue française publiés entre 1900 et 1950. Cette liste établie par un jury de douze personnes est publiée le 3 juin 1950 par le journal Le Figaro et les romans y figurant sont réédités par André Sauret dans une collection spéciale la même année.

## Historique
Suggéré par Francis Carco qui en eut l'idée, ce prix est décidé à la fin des années 1940 pour célébrer les meilleurs romans parus dans la première partie du XXe siècle. Le jury est présidé par l'écrivaine Colette et est composé de :
- Édouard Herriot, ancien président du Conseil des ministres ;
- Henri Mondor, médecin et écrivain ;
- Marcel Pagnol, écrivain et cinéaste ;
- Francis Carco, poète et écrivain ;
- Albert Sarraut ancien président du Conseil des ministres ;
- Pierre Brisson, directeur du Figaro ;
- Julien Cain, administrateur général de la Bibliothèque nationale de France ;
- Jacques Jaujard, ancien directeur des Musées de France et directeur général des Arts & des Lettres ;
- Louis Joxe, homme politique et directeur général des Relations culturelles ;
- Jean Paulhan, écrivain et critique littéraire ;
- Paul Guth, journaliste et écrivain.

Les douze romans sont ensuite réédités par André Sauret à 3 000 exemplaires dans une collection spéciale de luxe, imprimés in-8 ° sur vélin par l'Imprimerie nationale sur papier d'Arches (ainsi que trois cents exemplaires sur grand vergé), illustrés pour chaque volume par un dessinateur de renom, et avec une préface de Francis Carco. Un volume supplémentaire de La Vagabonde (illustré par Marcel Vertès) de Colette est ajouté aux douze romans élus.
Avec le succès auprès du public de la collection regroupant les romans primés, un Grand prix des meilleurs romans du XIXe siècle sera créé en 1952 puis en 1957 une liste des douze meilleurs romans d'amour français du demi-siècle sera établie par Le Figaro.

## Romans primés
Une première liste de vingt-cinq romans est choisie par les membres du jury puis restreinte lors d'une ultime réunion tenue à l'hôtel Ritz à Paris le 26 mai 1950 à douze romans recevant le grand prix des Meilleurs romans du demi-siècle :
|  | Auteur                | Titre                         | Parution | Illustrateur en 1950      |
|  | --------------------- | ----------------------------- | -------- | ------------------------- |
|  | Valery Larbaud        | Fermina Márquez               | 1911     | Paul Lemagny              |
|  | Anatole France        | Les dieux ont soif            | 1912     | Kees van Dongen           |
|  | Maurice Barrès        | La Colline inspirée           | 1913     | Albert Decaris            |
|  | Marcel Proust         | Un amour de Swann             | 1913     | André Dunoyer de Segonzac |
|  | Georges Duhamel       | Confession de minuit          | 1920     | Berthold Mahn             |
|  | Jacques de Lacretelle | Silbermann                    | 1922     | Valentine Hugo            |
|  | André Gide            | Les Faux-monnayeurs           | 1925     | André Minaux              |
|  | François Mauriac      | Thérèse Desqueyroux           | 1927     | Démétrios Galanis         |
|  | André Malraux         | La Condition humaine          | 1933     | Pierre-Eugène Clairin     |
|  | Georges Bernanos      | Journal d'un curé de campagne | 1936     | Maurice Mourlot           |
|  | Jean-Paul Sartre      | La Nausée                     | 1938     | Édouard Goerg             |
|  | Jules Romains         | La Douceur de la vie          | 1939     | Edmond Heuzé              |

Un certain nombre de romans avaient été retenus dans la première sélection élargie à vingt-cinq œuvres. Parmi les plus notoires, Jean-Christophe de Romain Rolland et Voyage au bout de la nuit de Louis Ferdinand Céline ont été écartés entre les deux tours. Ce dernier, qui avait été retenu en 1951 par un jury de lecteurs de la revue Carrefour à la septième place des « douze écrivains vivants qui seront classiques en l'an 2000 », revient sur cet évènement dans son roman Féerie pour une autre fois paru en juin 1952 — et dont il a fini l'écriture à son retour en France en juillet 1951 — en interpellant le lecteur pour que celui-ci achète ses livres et parlant de lui (à la troisième personne : « il est » soit Céline) : 

« « Il est agonique mais marrant ! »... « C'est le marrant du Siècle » !... pas du demi !... faible le « demi-Siècle » !... c'est comme « demi-dieu »... c'est rien !...parlez pas de génie !... c'est plein les rues les génies !... ça me ferait du tort !... « Achetez-le ! » c'est tout... bref ! net ! ma gratitude vous est acquise... »

— Louis Ferdinand Céline